# Torhult
Torhult är en bebyggelse vid riksväg 40 i Strängsereds socken i Ulricehamns kommun. Mellan 2015 och 2020 avgränsade SCB här en småort.